# Marco Benassi (football)
Pour les articles homonymes, voir Marco Benassi et Benassi.
Marco Benassi, né le 8 septembre 1994 à Modène, est un footballeur italien qui évolue comme milieu de terrain à l'US Cremonese, en prêt de l'ACF Fiorentina.

## Biographie

### Carrière en club
Benassi commence sa carrière au Modène FC, le club de sa ville natale. 
En 2012-2013 il intègre le groupe professionnel. Qualifié pour la Ligue Europa 2012-2013, il signe en octobre 2012 un contrat de cinq ans avec l'Inter. Benassi fait ses débuts en équipe première le 22 novembre 2012 face aux Russes du Rubin Kazan, puis en championnat le 12 janvier 2013 face à Pescara. Le 21 février 2013, il inscrit son premier but face au CFR Cluj.
En 2013-2014 il est prêté à Livourne en Série A, pour gagner du temps de jeu. Il joue effectivement 20 matchs de championnat, contre 6 la saison passée.
En juillet 2014 il est transféré au Torino dans le cadre d'un accord de propriété partagée,,. Benassi y joue régulièrement. En juin 2015, à l'expiration du contrat de propriété partagée, Torino devient l'unique détenteur du contrat.
En août 2017, Marco Benassi s'engage pour cinq saisons en faveur de la Fiorentina.
Le 12 septembre 2020, Marco Benassi est prêté pour une saison à l'Hellas Vérone.

### Carrière internationale
Avec la sélection des moins de 19 ans, Benassi dispute trois matchs qualificatifs pour le championnat d'Europe 2013.
Il fait ses débuts en équipe d'Italie espoirs le 14 août 2013, face à la Slovaquie. En mars 2014, il est appelé par le sélectionneur national Cesare Prandelli, alors qu'il recherche de jeunes joueurs pour la Coupe du monde de 2014.
Benassi participe au Championnat d'Europe espoirs en 2015. Lors de cette compétition, il officie comme capitaine et inscrit un doublé face à l'Angleterre. Malgré tout, l'Italie n'arrive pas à dépasser le premier tour. Il dispute ensuite à nouveau le championnat d'Europe espoirs en 2017, en officiant toujours comme capitaine. Cette fois-ci, l'Italie s'incline en demi-finale face à l'Espagne.
Le 29 octobre 2016, il figure pour la première fois sur le banc des remplaçants de l'équipe nationale A, sans entrer en jeu, lors d'une rencontre amicale face à l'Écosse (victoire 1-0).

## Style de jeu
Benassi est un milieu de terrain polyvalent, qui se distingue par la qualité de ses tacles, la puissance de ses tirs de loin, et sa vision du jeu.